# Piran
Die Stadt Piran, italienisch: Pirano ist der Hauptort der aus elf Ortschaften bestehenden Gemeinde Piran in Slowenien. Piran liegt im äußersten Südwesten des Landes auf einer Halbinsel am Adriatischen Meer. 
Mit ihrer Lage, ihrer Altstadt und venezianischen Architektur ist die Stadt an der Slowenischen Riviera eines der bekanntesten Touristenzentren des Landes.

## Name der Stadt
Der Stadtname stammt wohl vom griechischen Wort pyros für Feuer. Der Legende nach soll auf der Landzunge Punta, wo der Ort errichtet wurde, anstelle eines Leuchtturmes ein Feuer den Schiffen den Weg zur griechischen Kolonie Aegida (Koper) gewiesen haben. Piranum wird im 7. Jahrhundert erstmals schriftlich erwähnt.

## Geschichte

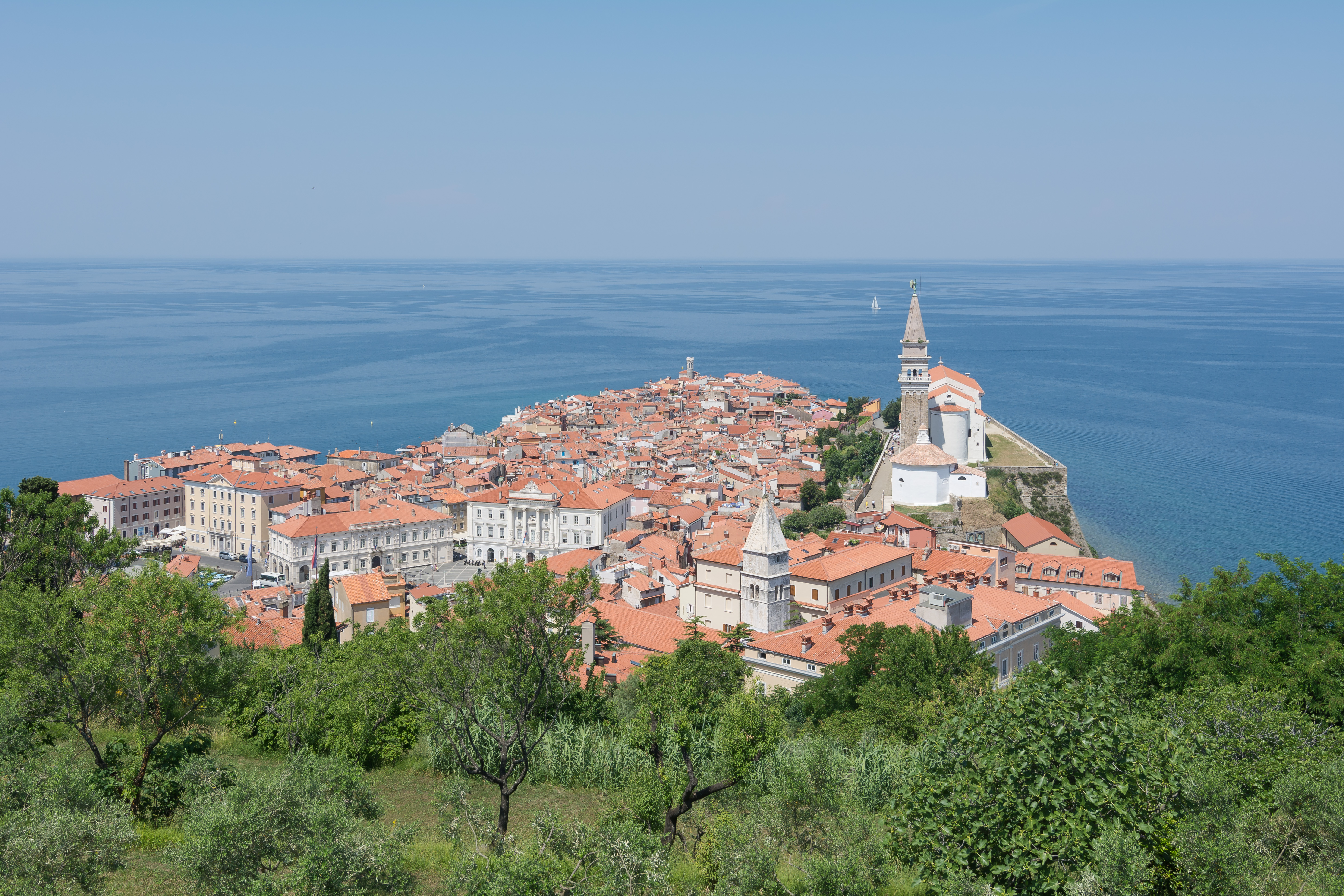
Blick auf die Altstadt von der historischen Stadtmauer

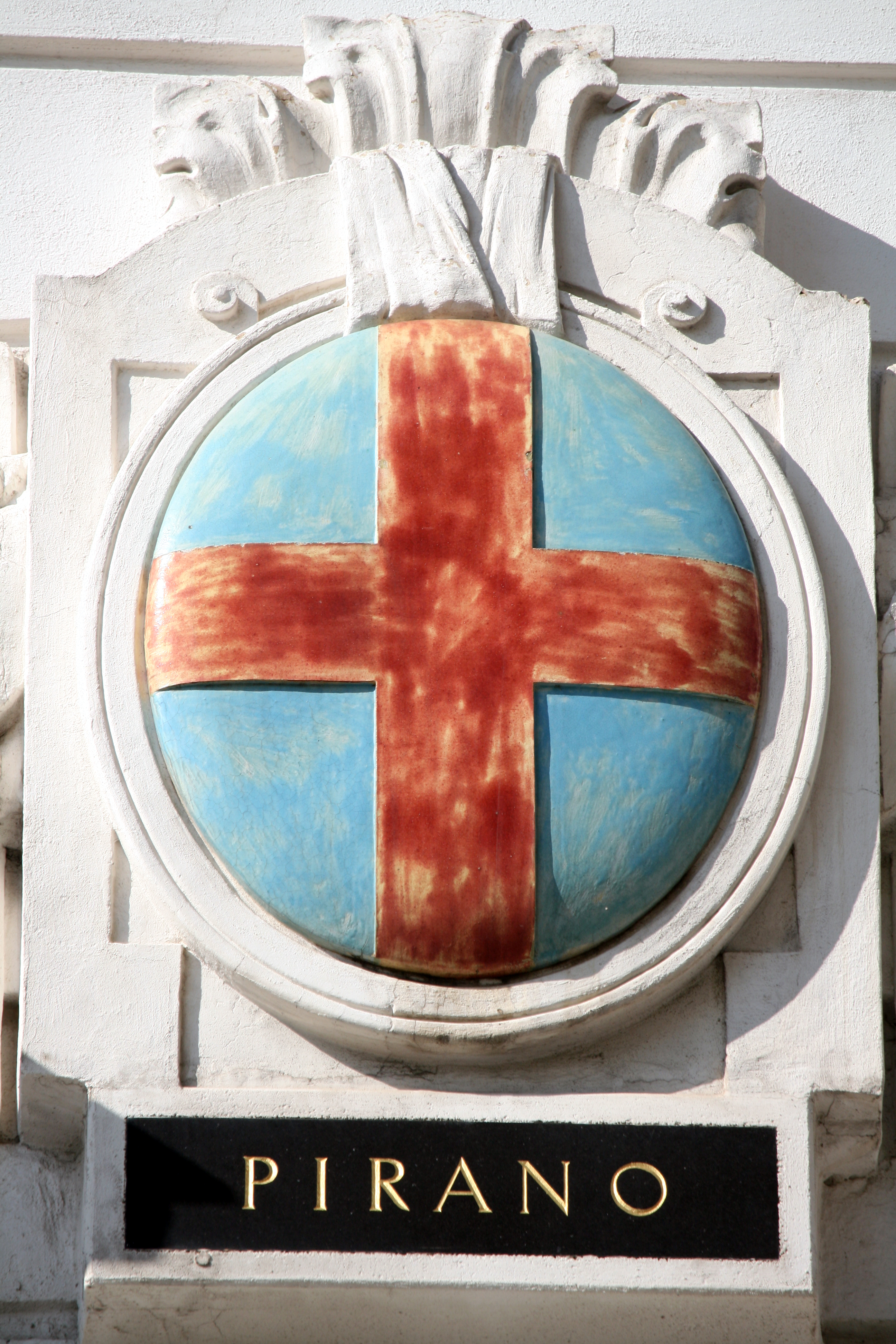
Wappen von Piran auf dem einst von der Marinesektion des k.u.k. Kriegsministeriums genutzten Amtsgebäude Marxergasse 2 in Wien. Im amtlichen Gebrauch der k.u.k. Marine wurden die Namen in italienischer Sprache verwendet.

In den Jahren 177/178 v. Chr. wurde die istrische Halbinsel von den Römern erobert. In dieser Zeit begann die allmähliche Kolonisierung und Romanisierung des Gebietes. Dadurch kam es in der Gegend des heutigen Piran zu vereinzelten Streusiedlungen. Unter byzantinischer Herrschaft begann im 7. Jahrhundert mit einer befestigten Siedlung die urbane Entwicklung von Piran. 788 wurde Istrien durch die Franken besetzt und politisch in die Mark von Friaul eingegliedert. Nach der Aufteilung des fränkischen Kaiserreiches wurde die Grafschaft Istrien 843 ins Italienische Königreich eingegliedert und im Jahre 952 dem Heiligen Römischen Reich bzw. in diesem dem Herzogtum Bayern einverleibt.
In der zweiten Hälfte des 13. Jahrhunderts begann Venedig mit der Eroberung istrischer Städte und besetzte im Jahr 1283 auch Piran. 1692 wurde in Piran der Geiger und Komponist Giuseppe Tartini  geboren. Ihm zu Ehren wurde 1894 der Tartiniplatz benannt.
1809 bis 1813 gehörte Piran kurz zu den Illyrischen Provinzen Napoleons. Danach kam es wieder zur Habsburgermonarchie. Das kaiserliche Österreich hatte hier die Republik Venedig beerbt und brachte im 19. Jahrhundert Piran eine neue Zeit des Wohlstands. Dazu haben vor allem die Salinen beigetragen, da Österreich mit der Wiederbelebung der Salzproduktion die Salinen von Sečovlje auf eine Produktion von 40.000 Tonnen jährlich aufstockte.
Nach dem Ersten Weltkrieg fiel Istrien mit dem Vertrag von Rapallo 1920 an den Kriegssieger Italien, der Istrien seit November 1918 besetzt hatte. Es folgte eine strenge Italianisierungspolitik, und die slowenische Sprache wurde in der Öffentlichkeit verboten.
Das faschistische Italien war im Zweiten Weltkrieg zunächst mit dem Deutschen Reich verbündet. Im September 1943 hatte eine neue italienische Regierung jedoch den Waffenstillstand von Cassibile mit den Alliierten geschlossen. Daraufhin besetzten Wehrmachts- und SS-Einheiten das ganze Land, so auch Istrien. Nach dem Krieg war die Region um Triest wieder zwischen Italien und Jugoslawien umstritten. Das Gebiet wurde daher unter UN-Verwaltung in zwei Zonen aufgeteilt. Piran gehörte dabei der südlichen Zone B an, die den westlichen Teil von Istrien bis zur Mirna umfasste. Erst im Londoner Abkommen von 1954 wurde das Freie Territorium Triest  aufgelöst und die Zone B offiziell Jugoslawien angegliedert. Die meisten Italiener verließen daraufhin die Stadt.

## Sehenswürdigkeiten

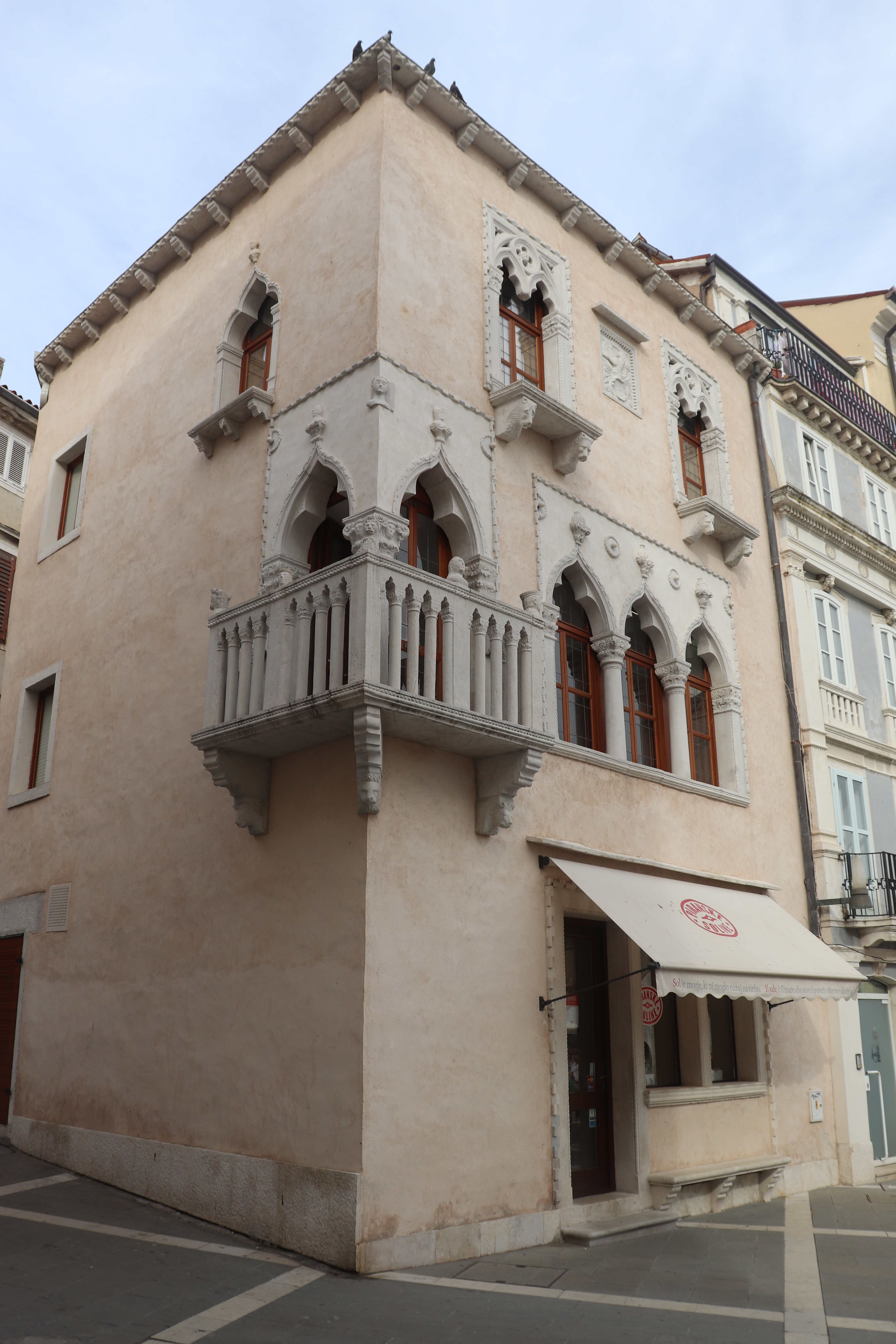
Venezianerhaus in Piran am Tartiniplatz
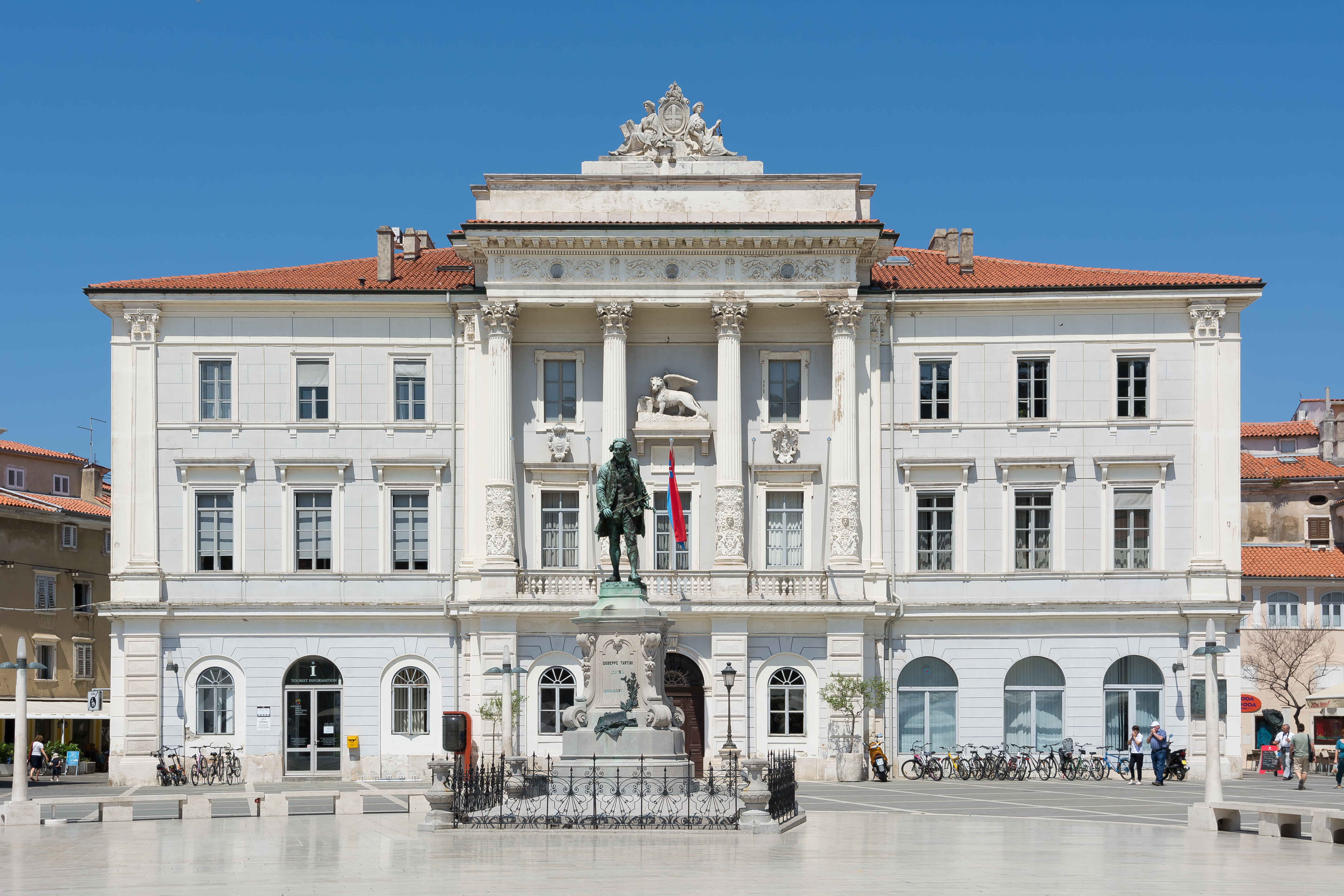
Das Rathaus am Hauptplatz
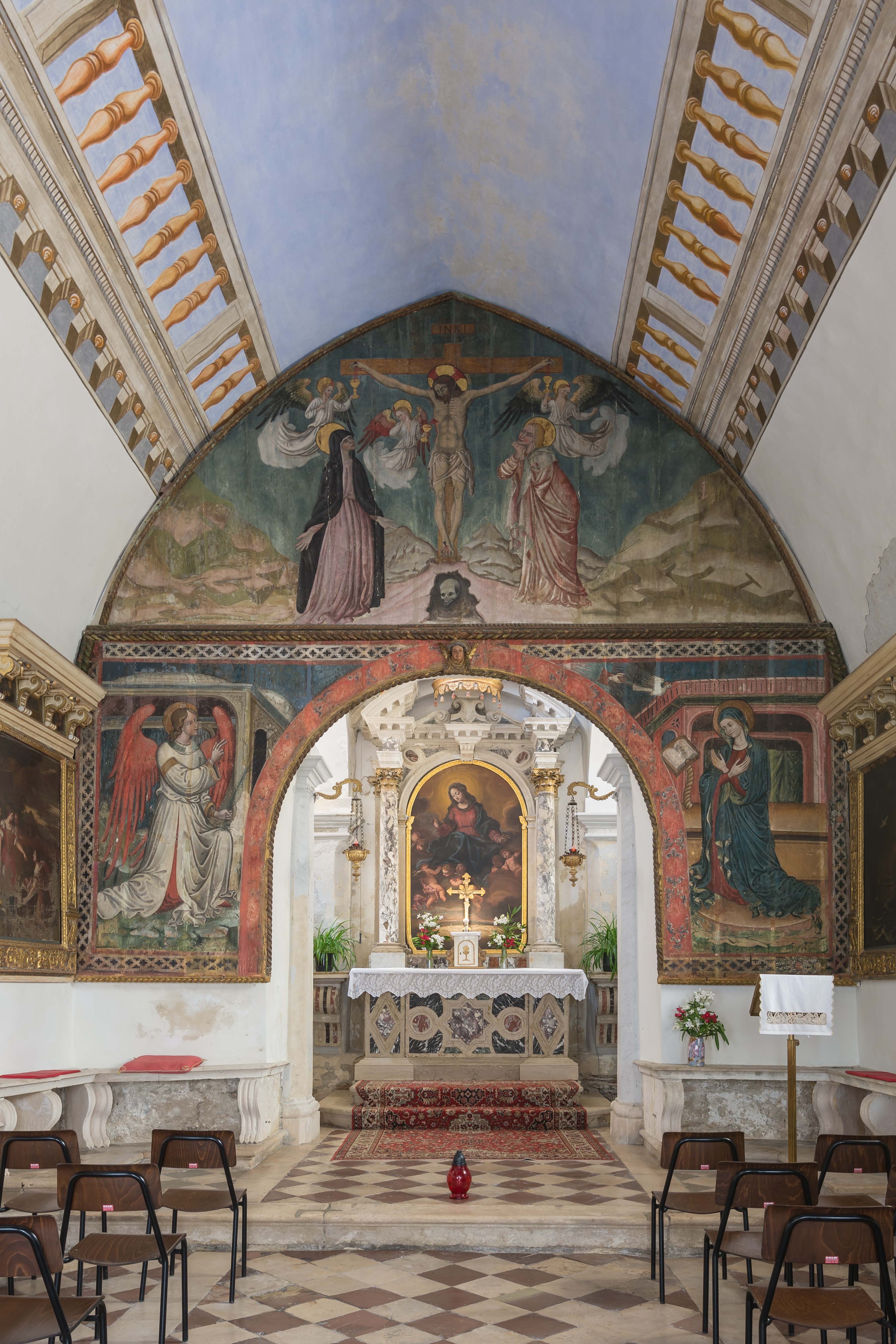
Innenansicht der 1404 erbauten Kirche Maria Schnee in Piran
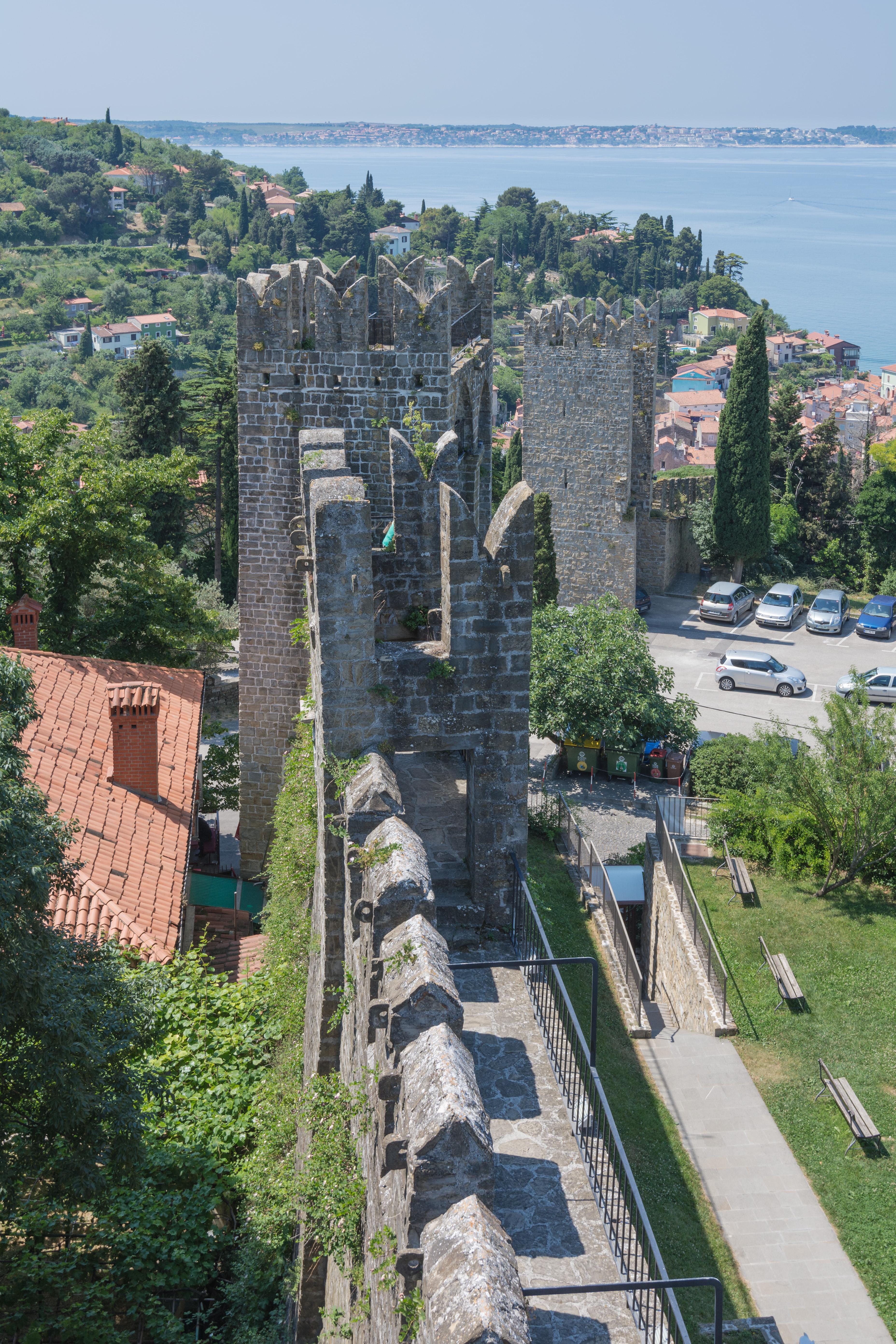
Die alte Stadtmauer
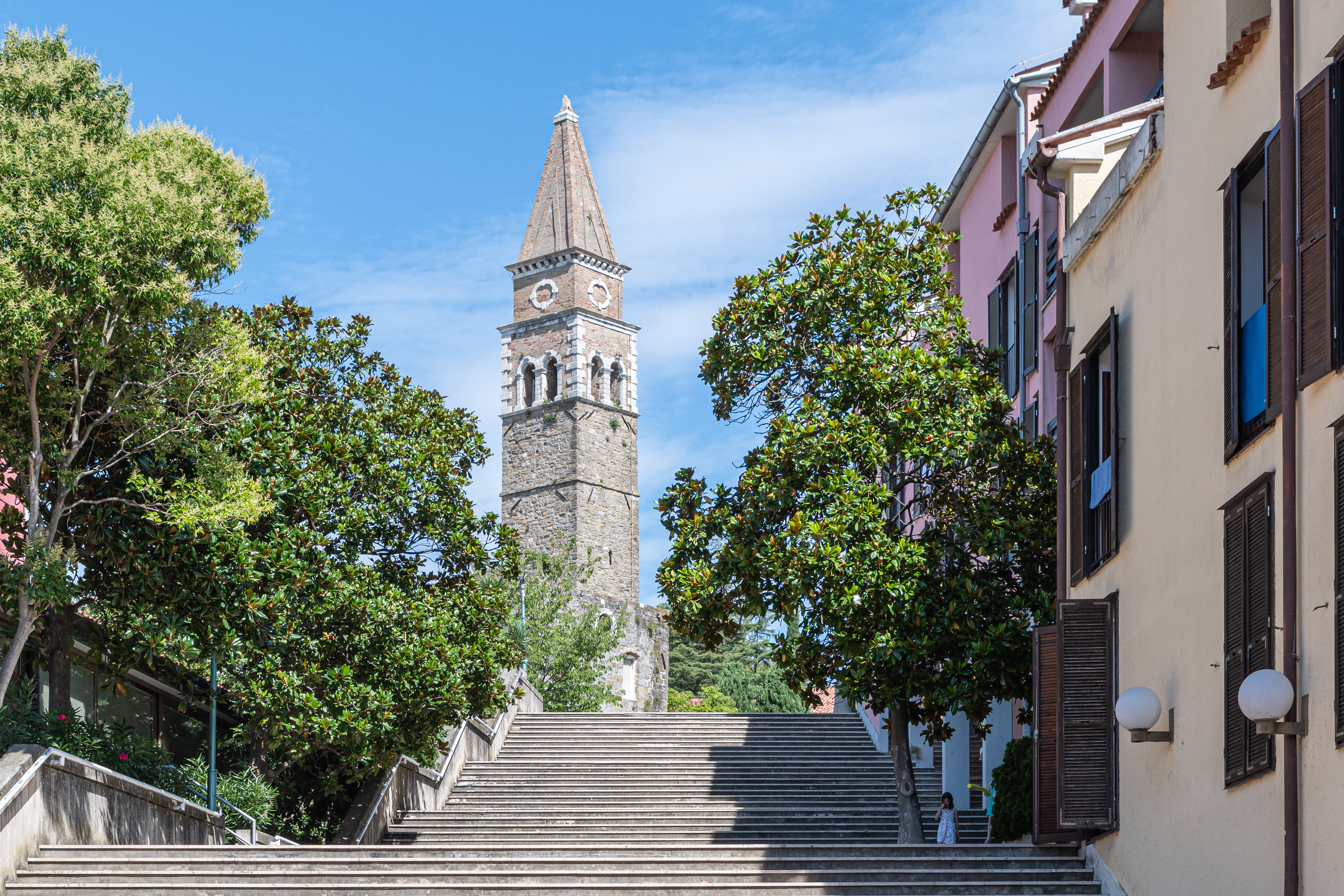
Glockenturm von St. Bernadin
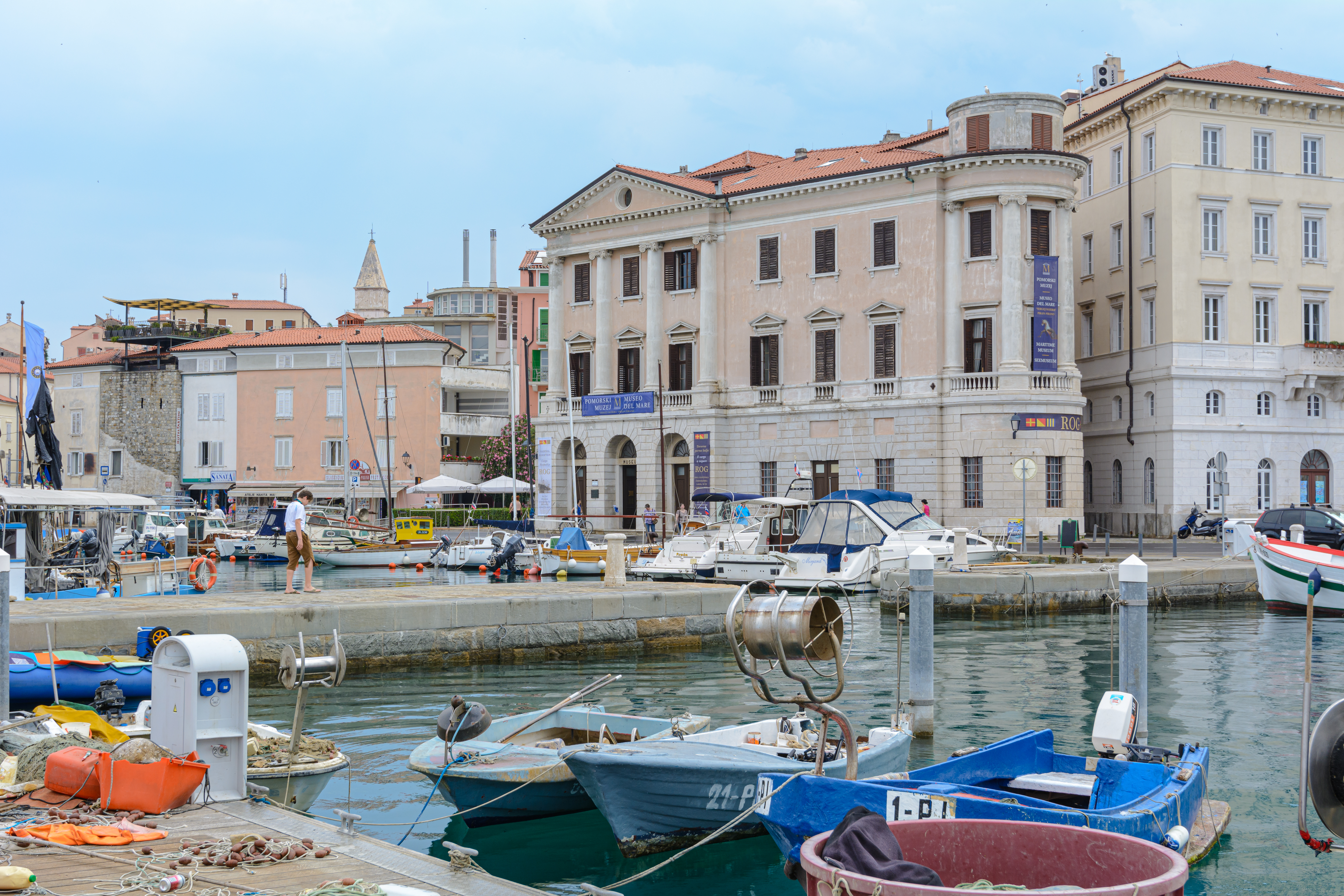
Meeresmuseum am Hafenbecken
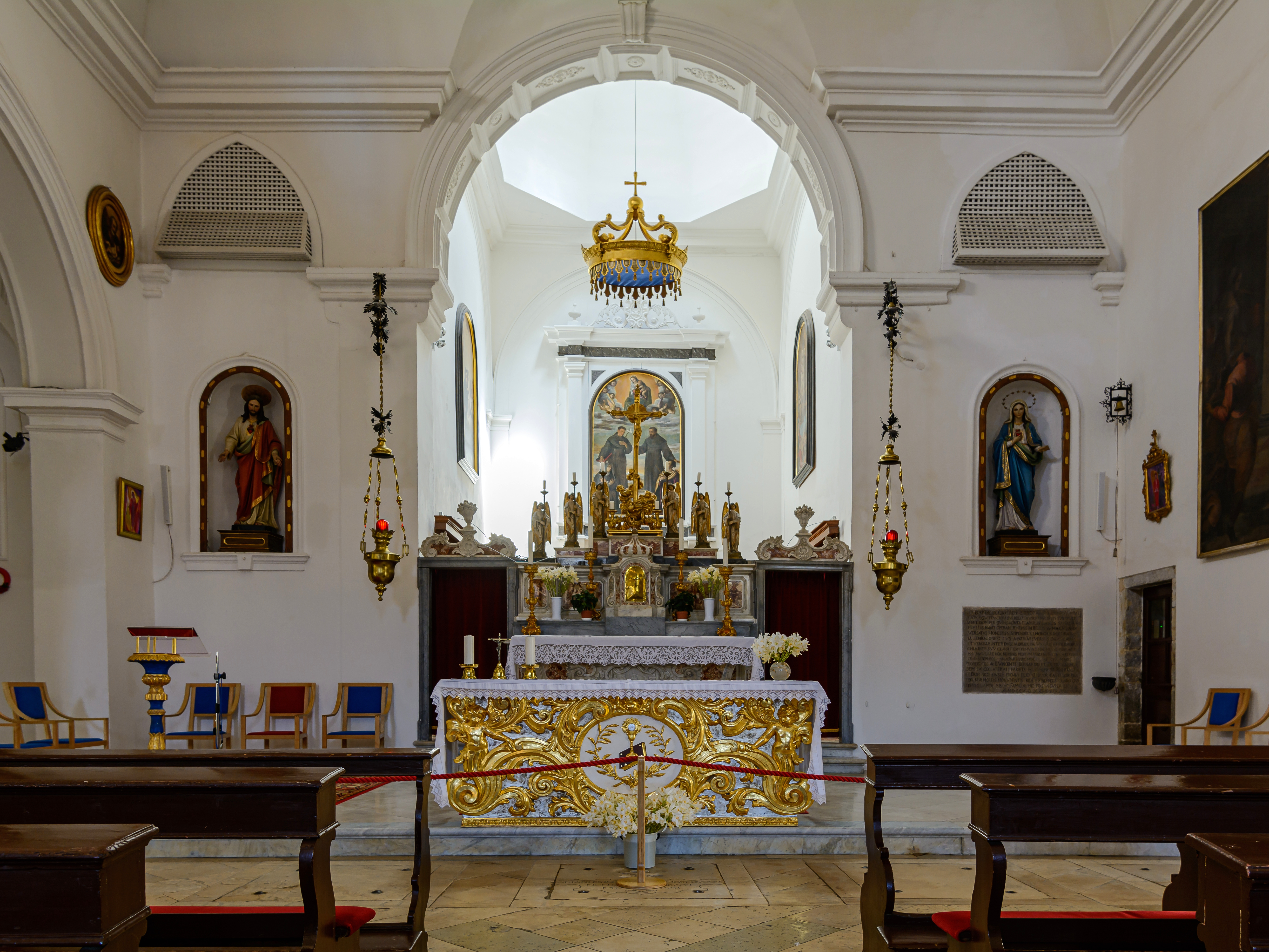
Klosterkirche des hl. Franz von Assisi

- An der westlichen Spitze der Landzunge befindet sich die burgartig wirkende Kirche Sv. Klementa (St. Clementa), die als Wahrzeichen der Stadt gilt.
- Etwa 100 Meter östlich des Tartiniplatzes steht ein Franziskanerkloster, das im Sommer für Konzerte genutzt wird und in dessen Untergeschoss eine Gemäldesammlung venezianischer Maler zu sehen ist.
- Auf der nördlichen Klippe der Halbinsel überragt die Kathedrale Sv. Jurij (St. Georg) die Stadt, die 1637 errichtet wurde. Der Kirchturm der Kathedrale ist dem venezianischen Markusturm nachempfunden. Die Kirchturmspitze schmückt eine schwerttragende Statue des Stadtpatrons Sankt Georg. Die Figur dreht sich entsprechend der Windrichtung und dient den Bürgern der Stadt somit als Wetterfahne.

### Altstadt

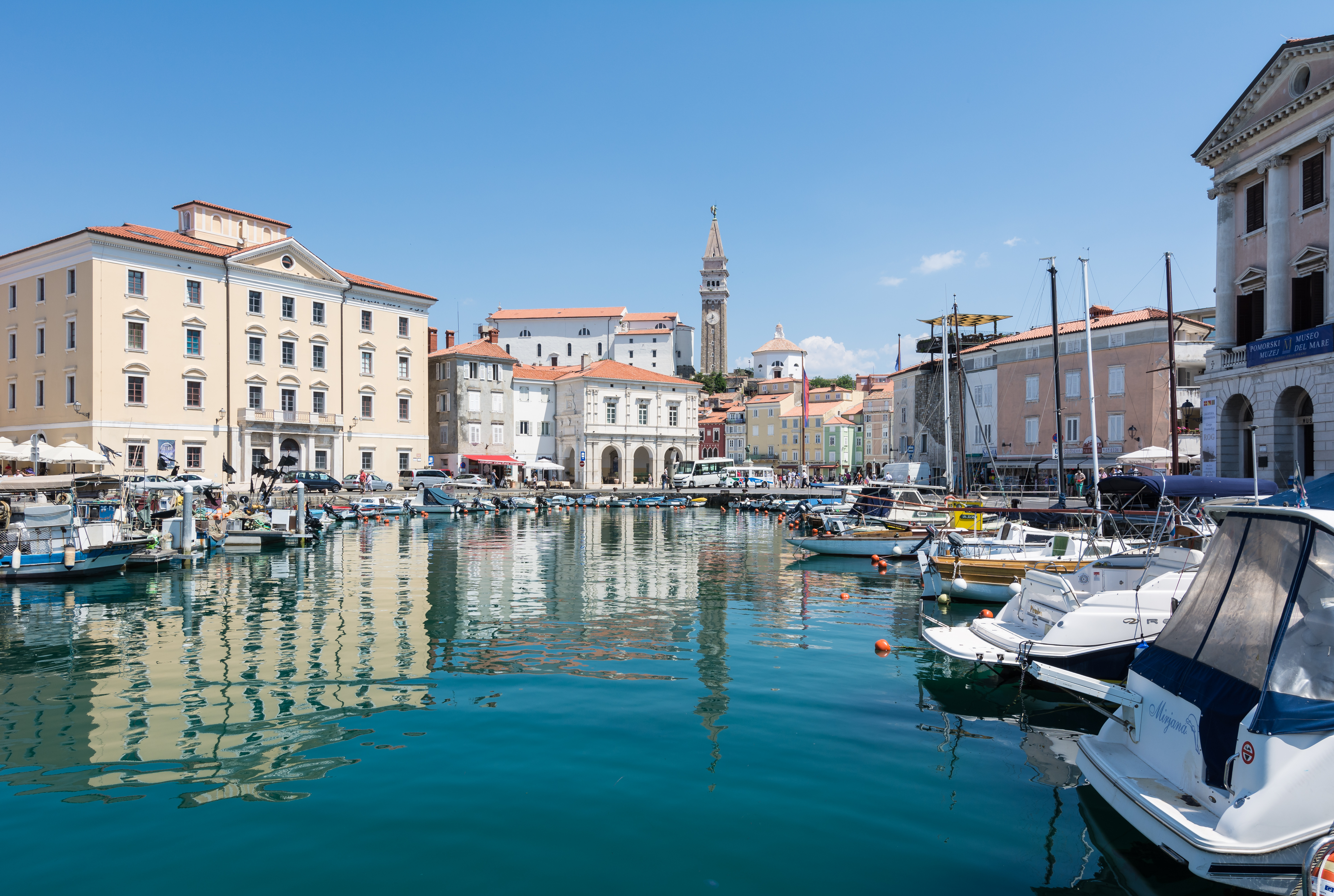
Blick über den Hafen auf die Altstadt

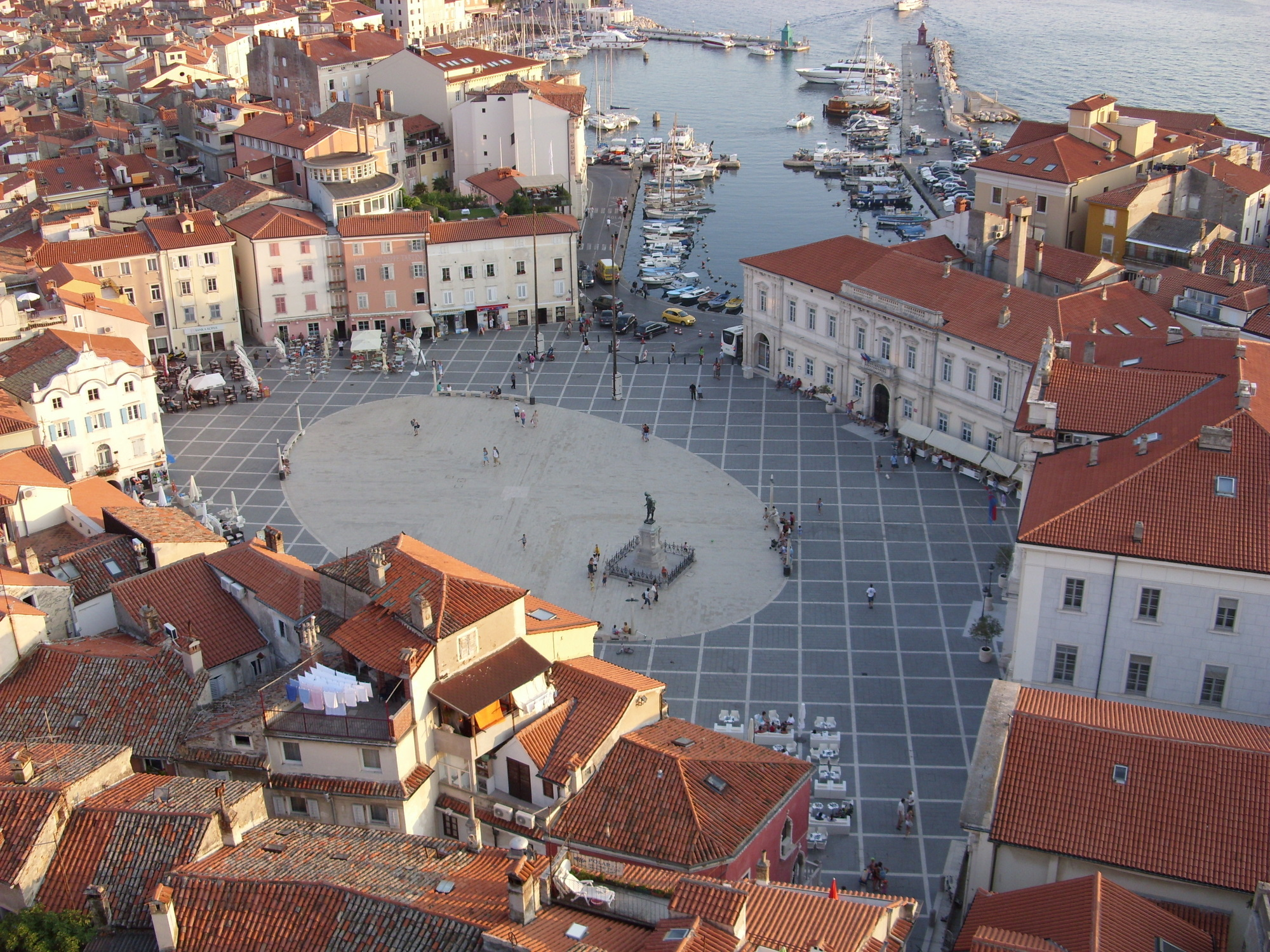
Blick auf den historischen Tartiniplatz

Die Altstadt mit ihren engen Gassen erstreckt sich auf einer etwa einen Kilometer langen, spitz zulaufenden Landzunge in ost-westlicher Richtung. Zur Landseite hin wird sie durch eine teilweise erhaltene historische Verteidigungsanlage mit Wehrgängen und -türmen abgegrenzt.
Im Stadtkern im italienisch-venezianischen Stil gibt es einige Baudenkmäler und Aussichtspunkte. Die südliche Strandpromenade, vom kleinen Hafen bis zur Spitze der Landzunge, ist gesäumt von zahlreichen Restaurants für das touristische Publikum.

### Tartiniplatz
Zentrum des städtischen Lebens ist der restaurierte Tartinijev trg (it. Piazza Tartini, dt. Tartiniplatz). Er entstand im Jahr 1894, als der damals an dieser Stelle liegende, zu klein gewordene und als Müllkippe verwendete Hafen endgültig zugeschüttet wurde. Zentral auf dem Platz steht eine vom venezianischen Künstler Antonio Dal Zotto geschaffene überlebensgroße Bronzestatue des namensgebenden Komponisten Giuseppe Tartini, die anlässlich dessen 200. Geburtstages am 2. August 1896 enthüllt wurde.
Zum 300. Geburtstag des Komponisten wurde eine Neugestaltung des Platzes in Auftrag gegeben. Die vom Architekten Boris Podrecca gelegte Ellipse aus weißem Stein soll an den Wendeplatz der elektrischen Straßenbahn (1912–1953) sowie an den Fischerhafen erinnern, der das städtische Leben früher an diesem Ort prägte.
Zum Ensemble des Platzes gehören das klassizistische Rathaus an der Nordseite und rechts davon ein gotisches Patrizierhaus. Das Benečanka (Venezianerhaus) wurde von einem reichen venezianischen Kaufmann für seine in Piran lebende Geliebte gebaut. Die Hausecke gibt das Antlitz der Geliebten wieder. Die zum Tartiniplatz gerichtete Fassade enthält ein Relief mit der italienischen Aufschrift lassa pur dir („Lass sie reden“).

### Museen

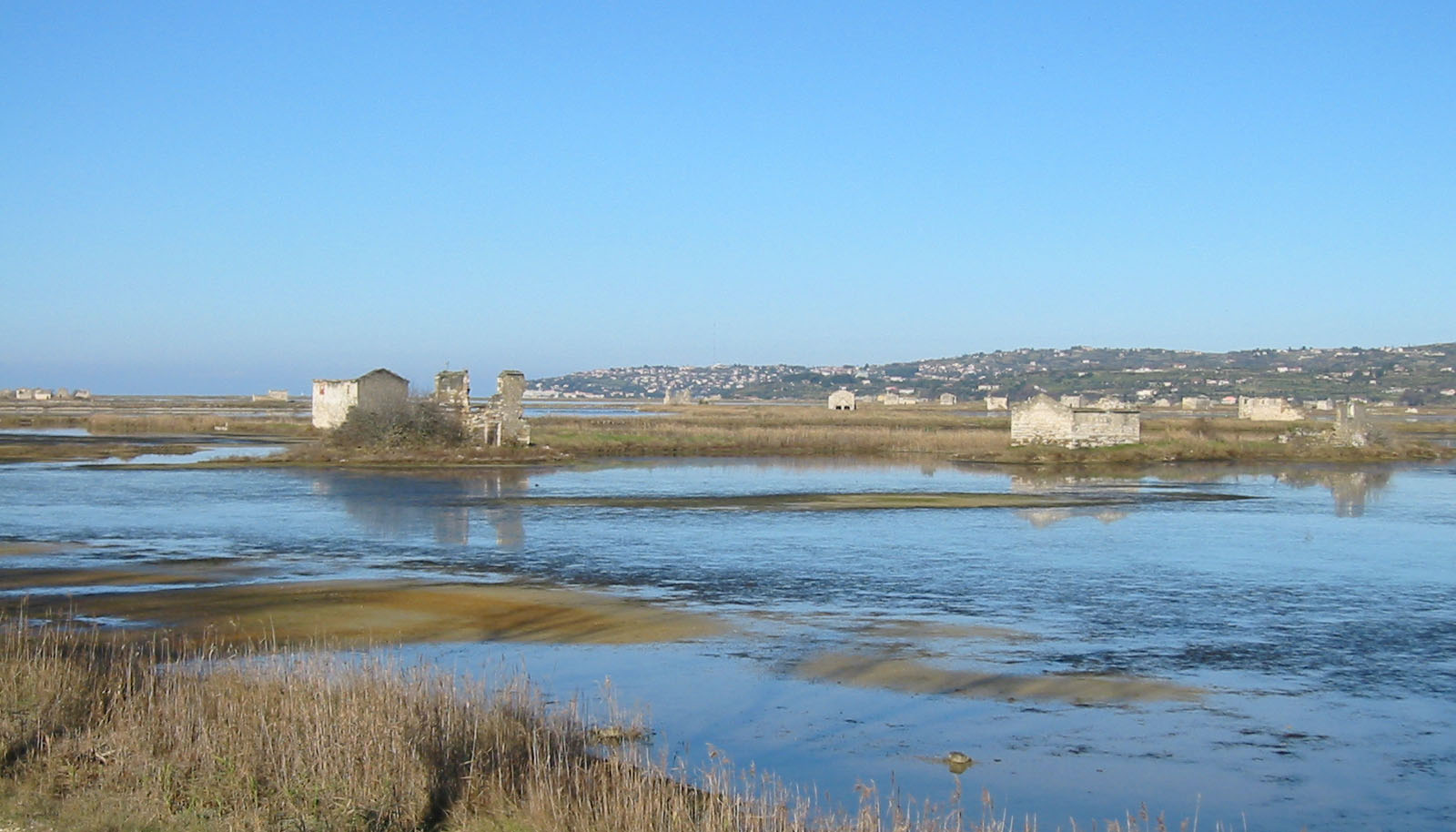
Salinen bei Piran

Am Hafen der Altstadt sind drei Museen rund um das Thema Meer zu besichtigen. Das Aquarium (Akvarij Piran) unter der Adresse Kidriĉevo nabrežje 4 zeigt die Meeresfauna der Adria. Das Pomorski muzej (Meeresmuseum) im Gabrielli-Palast in der Cankarjevo nabrežje 3 präsentiert die wirtschaftliche Nutzung des Meeres (Fischerei, slowenische Seefahrt, Meersalzgewinnung). Das Muzej podvodnih dejavnosti (Museum für Unterwasseraktivitäten) in der Župančičeva 24 beschäftigt sich thematisch mit dem Tauchen und zeigt beispielsweise Schiffswracks.

### Landschaft
- Küstenwanderweg („Uferpromenade“) mit interessanten Gesteinsschichtungen an den Steilwänden von Piran zum See und Strand von Fiesa im Norden der Halbinsel.
- Salinen von Strunjan und von Sečovlje

## Schutzpatron
Der Schutzheilige der Stadt Piran ist Sankt Georg. Dies findet sich wieder im blau umrahmten roten Georgskreuz des Stadtwappens. Weiterhin zeigt sich eine Darstellung des Drachentöters mit einem Schwert auf der Spitze des Kirchturms der Stadtkirche St. Georg.

## Panoramen

Tartiniplatz: Panoramabild von St. Georg bis zum Hafen

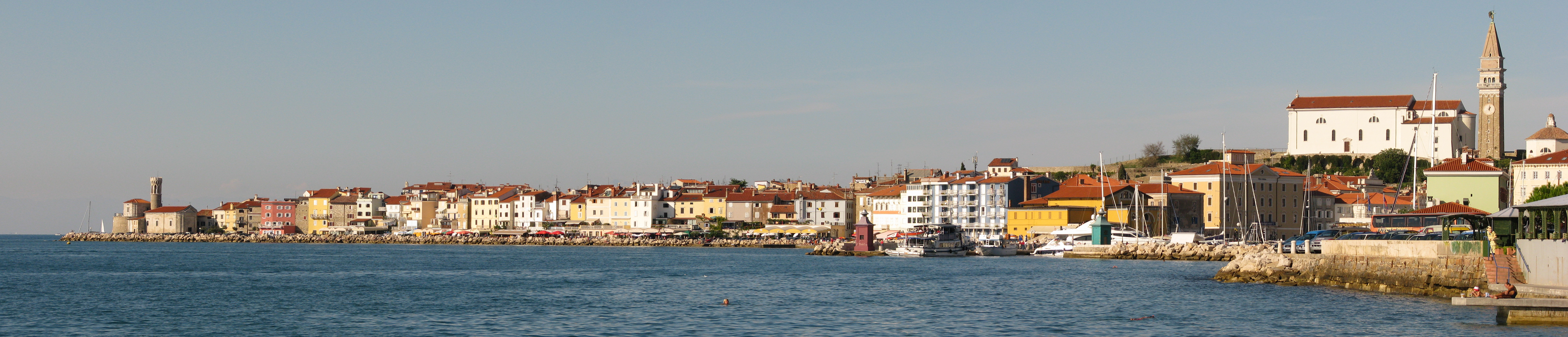
Panoramabild von Piran